# 1227 Geranium
1227 Geranium је астероид. Приближан пречник астероида је 41,82 ,
а средња удаљеност астероида од Сунца износи 3,222 астрономских јединица (АЈ).
Инклинација (нагиб) орбите у односу на раван еклиптике је 16,424 степени, а орбитални период износи 2113,244 дана (5,785 година). Ексцентрицитет орбите астероида износи 0,188.
Апсолутна магнитуда астероида износи 10,10 а геометријски албедо 0,092.
Астероид је откривен 5. октобра 1931. године.